# Havelock Vetinari
Jeho lordstvo Havelock Vetinari, patricij Ankh-Morporku, je fiktivní postava z děl Terryho Pratchetta pojednávajících o Zeměploše.

## Mládí
Jde o potomka jedné z velmi významných a bohatých rodin na Zeměploše, inspirované skutečným rodem Medici.
O jeho dětství a dospívání není zatím v knihách příliš podrobností a jediné co je známo, že byl zřejmě vychováván svou tetou Robertou Gilette, žijící v současné době v Genově. (Není jasné nakolik byl jejich vzájemný vztah srdečný, neboť v knize Stráže! Stráže! měl Havelock nápad ji nabídnout jakožto odměnu zachránci, který zbaví město draka).
Přibližně ve věku patnácti let započal své studium v Cechu vrahů, jedné z nejluxusnějších škol, která se v té době nabízela a která je vyhrazená převážně oněm horním deseti tisícům. Věnoval se především studiu klasického umění a jazyků a také hodně času věnoval nácviku maskování a trpělivosti. Jak je patrné z knihy Noční hlídka, k ostatním spolužákům měl poněkud chladný vztah a mimo jiné i tím si zasloužil přízvisko magor či přezdívku psí nuda (jméno Vetinari je podobné veterinari).
Ke konci svých studií se již začal podílet na několika politických komplotech, z níž jeden vyústil až ve vraždu tehdejšího patricije lorda Sebevraždy, při níž byl Vetinari přímým účastníkem. V tom samém časovém období také zachránil život (zastřelil útočníka ze střechy) jistému policistovi Kýlovi, což se v pozdějších letech ukázalo být neobyčejně užitečné. Následně se i on zúčastnil Velké revoluce 25. května, kdy bylo město osvobozeno od tyranie (aby bylo uvrženo do další, jak to tak bývá), kde bojoval za svobodu a „trochu příčetnosti v nepříčetném světě“.

## Vetinari jako vládce
Další pokračování jeho života a to, jak se dostal k moci, není v knihách úplně jasné. Dá se ale předpokládat, že se chopil moci po Lordu Picbudkovi.
Poté, co se stal Patricijem, provedl ve městě několik účinných reforem, které začaly město pomalu, ale jistě dávat do latě a po kterých ho lidé začali brát skutečně na vědomí. Jak on sám tvrdí, tak to co lidé skutečně chtějí, je vědět, že zítřek bude stejný jako dnešek a že touží po jistotách, a proto jim alespoň nějaké jistoty dal.
Když pomineme jistoty typu, „když se mi někdo bude stavět do cesty - tak velmi rychle zmizí z povrchu zemského“, či „když bude někdo až podezřele připomínat mima či pouličního umělce - seznámí se důvěrně s jámou plnou škorpiónů“, tak nám například zůstanou jistoty, že vás už nikdy (pokud nebude chtít být přitlučen k městské bráně) nepřepadne či nezabije v ulicích nelicencovaný násilník, ale vždy to bude nějaký spořádaný člen cechu v ruce s účtenkou a řádným potvrzením. Lord Vetinari totiž legalizoval zločin. Prohlásil, že zločin tu bude vždycky, tak proč ho nemít hezky zorganizovaný a přinášející daně? A měl pravdu. Není to možná příliš demokratické ani příjemné, ale z jakéhosi důvodu to funguje. A Ankh-Morpork se i díky tomu stal nejbohatším a největším (a také nejšpinavějším) městem na Ploše.
Komentář k Vetinariho způsobu vládnutí: Ankh-Morpork vyznával klasickou zásadu demokracie - Jeden muž, jeden hlas. Vetinari byl ten muž a jemu patřil ten hlas.

## Vzhled Patricije
Patricij sám je vyšší, velmi, ale opravdu velmi vyzáblý muž s černými vlasy a pečlivě upraveným vousem a rukama pianisty, který chodí zásadně v černé. Avšak ne v té působivé černé, nýbrž v černé jako člověk, kterého nebaví si každý den vymýšlet, co si vzít na sebe. Zezadu prý vypadá jako masožravý plameňák či smrtka.

## Osobnost
Neholduje ani jídlu ani ženám a veškerou svou pozornost koncentruje na Ankh-Morpork, který svým zvláštním tichým způsobem miluje, stejně jako třeba své zahrady navržené Zatraceným Hlupcem Johnsonem či ranní svítání. Jediný jeho známý vztah byl s Lady Margolottou, zvláštní upírkou, kterou potkal jako mladý muž na pošklebné (cesta kde bohatí mladíci z Ankh-Morporku navštěvovali vzdálené země a cizí města, a to především proto, aby viděli, o kolik jsou zaostalejší než oni).
Baví se čtením hlášení a občas, ale to vážně jen zřídka, hraním šachů, respektive kradmých šachů, zeměplošské verze těch klasických (ale má se za to, že kradmé jsou ty původní), či hry Buch (Žuch). Na umění má Havelock svůj Názor a proto ho není radno příliš v Ankh-Morporku provozovat. Mimy a herce z neznámého důvodu, jak bylo již řečeno, nesnáší a dává je usmrcovat. Když se mu nelíbí nějaký namalovaný obraz, je schopný nechat jeho tvůrce přibít hřebíkem za ucho ke dřevu, asi aby se poučil (viz Buch!). Hudbu má rád a je mu blízká, ovšem jen ve formě not, kdy je prý nejčistší, protože dle Vetinariho ji nějaký upocený zpěvák či hudebník jen poničí. Takže je možné ho občas zastihnout, jak drží v rukou noty nějaké symfonie a spokojeně si v nich listuje.
Co se týká lidí není Patricij příliš společenská osoba a jediný, na kom mu údajně záleží, je jeho malý neuvěřitelně starý a páchnoucí teriér Hafal, na kterého je velmi pyšný. I přes to si poměrně dobře rozumí se svým tajemníkem Važuzlem a s nesmírnou chutí provokuje a popichuje vévodu a velitele Městské hlídky Samuela Elánia, který se mu to snaží nějakými těmi cestičkami vracet. Také rád vede dlouhé monology v přítomnosti Leonarda da Quirm, kterého vězní ve svém paláci.
A ano… a také nesnáší a uráží ho výraz tyran, protože to on rozhodně, jak všichni víme, že, není.